# Jardines del Pedregal
Jardines del Pedregal, junto al Pedregal de San Ángel y Fuentes del Pedregal, es una colonia residencial de clase alta ubicado en el sur de la Ciudad de México.
El barrio forma parte de las alcaldías Álvaro Obregón, Coyoacán y Tlalpan donde en la primera recibe el nombre únicamente de Jardines del Pedregal, mientras que en la segunda se le agrega la nomenclatura de San Ángel aunque en realidad debido al trazado y dimensiones de la zona, la colonia es exactamente la misma. En lo que corresponde a Tlalpan se denomina Fuentes del Pedregal, colonia limítrofe con las dos demarcaciones anteriores y considerada como una extensión territorial de la misma colonia, conformando así uno de los fraccionamientos (zonas urbanizadas) más exclusivos de la capital mexicana.
Fue creado como un proyecto residencial modernista a partir de 1945, en el que participaron muchos destacados arquitectos mexicanos, notablemente, Luis Barragán y Max Cetto. Es hogar de algunas de las familias más adineradas del país y alberga algunas de las mansiones más notables de la Ciudad de México. En los últimos años se han multiplicado las áreas comercial y de negocios en la zona.
Está delimitado por la Avenida San Jerónimo y Avenida Cd. Universitaria al norte; Boulevard Adolfo Ruiz Cortines (Anillo Periférico) al sur y al poniente (la limitación se desvía por detrás de una área comercial cerca de la Presa Anzaldo entre la Calle Manzana y Avenida Luis Cabrera); y por la Boulevard Cataratas y la Ciudad Universitaria al oriente. El Pedregal de San Ángel se encuentra delimitado por Boulvard Cataratas al oeste, Avenida de los Insurgentes al este, Boulevard Adolfo Ruiz Cortines (Anillo Periférico) al sur; y la Ciudad Universitaria al norte. Fuentes del Pedregal con Bulevar Adolfo Ruiz Cortines (Anillo Periférico) al norte, calle Canal al sur (limite de la demarcación, principia Alcaldía Magdalena Contreras) y es rodeada por el Circuito Fuentes del Pedregal. 

## Ubicación
Los Jardines del Pedregal de San Ángel se halla en un área volcánica ubicada al sur del Valle de México. Se trata de un ecosistema xerófilo, clasificado como "matorral de palo loco", formado por el derrame de lava del volcán Xitle, entre 245-315 d. C.  Este paisaje fue motivo de inspiración de grandes artistas del siglo XX, como Diego Rivera, Gerardo Murillo “Dr. Atl”, Carlos Pellicer y Armando Salas Portugal.
El Río Magdalena corre al poniente y norte de la colonia; la Presa Anzaldo, junto al Anillo Periférico, sirve como su vaso regulador. Después de esta presa  transcurre bajo tierra hacia San Jerónimo y desciende por la calle Río Magdalena y otras vialidades, hasta unirse al Río Churubusco.
Hay rutas de transporte público concesionado a lo largo del Anillo Periférico, Avenida Paseo del Pedregal y Avenida San Jerónimo.

## La creación de Jardines del Pedregal
Durante siglos, la zona del Pedregal de San Ángel fue vista como un lugar agreste e inaccesible,  hogar de delincuentes, bestias y alimañas, aunque también por su particular y único paisaje, llamó la atención de muchos viajeros y exploradores célebres, entre ellos Alexander von Humboldt y Andrés Manuel del Río, quienes la visitaron y describieron a fines del siglo XIX.
En 1945, el muralista Diego Rivera publica un documento bajo el título “Requisitos para la organización del Pedregal”. Se concibe edificar un gran fraccionamiento en el que se preservaría la belleza natural del lugar, y donde las construcciones deberían cumplir con varios requisitos. Basado en dichas premisas, en junio de 1949 se publicó el anteproyecto urbano “Jardines del Pedregal de San Ángel” realizado por Carlos Contreras para Luis Barragán donde, respetando el fluir de la lava, trazaron las calles y avenidas que dieron base para el diseño del paisaje con la asesoría del vulcanólogo y pintor Gerardo Murillo Dr. Atl; en conjunto brindaron identidad a las calles y avenidas asignándoles los nombres de: Cañada, Lava, Rocas, Cantil, Xitle, Cráter, Picacho, Farallón Colorines, Agua, Fuego, Lluvia, Brisa y Nubes, entre muchas otras nomenclaturas producto de la exaltación del paisaje.
La urbanización del lugar, el más elegante de la capital como se anunciaba por entonces, comenzó en los años cincuenta del siglo XX. El fraccionamiento se construyó sobre la lava, y se comercializó en forma de lotes bastante grandes, arreglados como jardines. Su trazo principal corrió a cargo de los más notables arquitectos mexicanos de la época, entre ellos Luis Barragán y Max Cetto, aunque diversos artistas plásticos contribuyeron de algún u otro modo; varios de ellos participaron asimismo en el proyecto arquitectónico más ambicioso de la época: la construcción de la adyacente Ciudad Universitaria de la UNAM.
Las Casas Muestra se construyeron para publicidad y venta. La primera se edificó en 1950, de acuerdo al proyecto realizado por Max Cetto en colaboración con Luis Barragán en Av. Fuentes 130. Justo a su lado, en Av. Fuentes 140, se construyó la casa del pintor Roberto Berdecio, diseñada por Max Cetto en 1951. Aunadas a estas residencias, surgieron los Jardines Tipo, diseñados por Luis Barragán. La primera casa que se construyó es de la autoría del arquitecto mexicano-alemán Max Cetto (1949); se ubica en la calle de Agua 130 y se conserva en muy buen estado.
Varios arquitectos dieron rienda suelta a su creatividad haciendo convivir la arquitectura modernista con la roca, entre otros, Francisco Artigas, Antonio Attolini Lack, Manuel Rosen, Fernando Ponce Pino, Enrique Castañeda Tamborrell, Jerome Ronkling, Jaime Ceballos Osorio, José María Buendía Júlbez, Fernando Luna, Augusto H. Álvarez, Reynaldo Pérez Rayón, Joaquín Sánchez Hidalgo, David Cynet y Enrique Yáñez. El estilo inicial buscaba adaptarse al paisaje; posteriormente se difundió la idea de procurar un contraste.
Luis Barragán encargó a Mathias Goeritz una versión de la escultura Animal herido (1949) para la entrada del fraccionamiento (Avenida de las Fuentes); fue su primera obra en México. Goeritz fue uno de los protagonistas más destacados de la modernidad plástica y arquitectónica mexicana; participó asimismo en la creación de la Ruta de la Amistad (sobre Periférico Sur) que fue uno de los más destacados proyectos generados a raíz de las Olimpiadas Culturales México 68.
También, en los últimos años, se ha convertido en un icono turístico de la zona, "La Casa Prieto Lopez" (propiedad de César Cervantes y diseñado por Luis Barragan en 1947).

## Desarrollo urbano

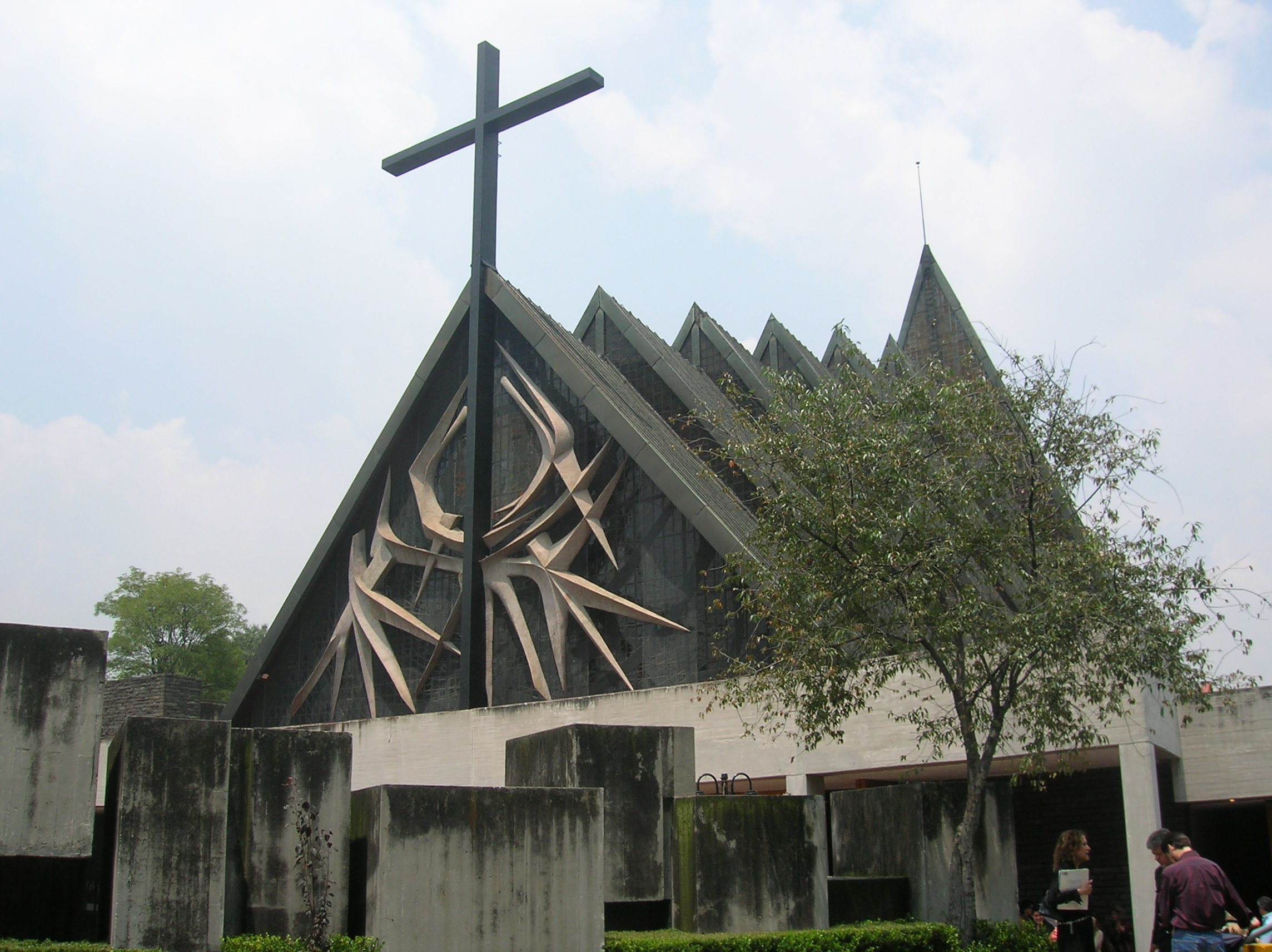
Fotografía de la Parroquia de la Santa Cruz del Pedregal, en Jardines del Pedregal.

Pasados solo diez años, una buena proporción de las casas no concordaban con el proyecto original. A partir de los años 80, el concepto de una casa sola con amplio jardín dejó de ser práctico y costeable, por lo que muchos de aquellos ejemplos notables de arquitectura moderna fueron alterados. Este proceso se ha ido dando de tal suerte que las residencias que originalmente caracterizaban al fraccionamiento han ido cediendo el paso a conjuntos residenciales con construcción horizontal, en régimen de condominio así como a oficinas, negocios y escuelas. De las 800 casas construidas según el proyecto arquitectónico inicial. actualmente solo quedan 60. No existe ningún ordenamiento legal que proteja este patrimonio arquitectónico, que en 2006 fue tema de una exposición en el Palacio de Bellas Artes y aparece en numerosas obras dedicadas a la historia de la arquitectura mexicana.
Varios establecimientos educativos se han establecido en esta colonia, como el Colegio Francés del Pedregal, el Colegio de Ciencias y Humanidades de la UNAM (plantel Sur), el Liceo Mexicano Japonés, el plantel Pedregal, que tiene Kindergarten, del Campus Sur (Campus Sur) del Colegio Alemán Alexander von Humboldt, los planteles de kindergarten y primaria del Colegio Princeton, el Colegio Vermont Plantel Pedregal y la Universidad Motolinía del Pedregal.
Existe un corredor financiero, corporativo y comercial (sobre el Anillo Periférico), con varios centros comerciales, en continuo crecimiento. En 2018 abrió Artz Pedregal, un centro comercial  orientado a consumidores de alto poder económico.
Las asociaciones de vecinos han protestado contra lo que consideran como falta de regulación en las construcciones, la inseguridad y la proliferación del comercio ambulante.
Jardines del Pedregal ha sido desde sus orígenes un gran imán de desarrollo para las áreas vecinas. Cercanas fueron surgiendo otras colonias que se asociaron a su nombre y prestigio, como Fuentes del Pedregal (Alcaldía Tlalpan), Rincón del Pedregal, Parques del Pedregal (Alcaldía Tlalpan) y Jardines del Pedregal de San Ángel (en la Alcaldía Coyoacán).

## Residentes famosos de la zona
- José Ramón Fernández[16]
- Enrique Yáñez de la Fuente
- Carlos Kasuga
- Gabriel García Márquez
- José López Portillo y Pacheco
- Silvia Pinal
- Pedro Ferriz Santacruz
- Pedro Ferriz de Con
- Joaquín López Doriga
- José Gutiérrez Vivo (residía en la calle de la lava).
- Cristian Bach
- Gustavo Díaz Ordaz
- Ernesto Zedillo (vive en la calle de Agua).
- Martha Roth
- Maribel Guardia
- María Victoria Cervantes
- Pedro Ramírez Vázquez[17]
- José José
- David Reynoso[18]
- Carlos Slim
- Enrique Krauze Kleinbort (vive en una casa del Paseo del Pedregal).
- Fernando Soler (vive en la calle de Rocío #142 y diseñado por el Arq José Luis Hernández Mendoza en 1952).[19]